# Карраско, Андрес
Андре́с Рубе́н Карра́ско Карри́льо (исп. Andrés Rubén Carrasco Carrillo; род. 4 марта 1978, Олердола) — испанский футбольный тренер.

## Карьера
В качестве тренера долгие годы работал с детскими командами «Барселоны». На некоторое время испанец переезжал в Грузию, где он тренировал юниоров в тбилисского «Динамо» и возглавлял молодежный департамент клуба «Сабуртало». Некоторое время трудился в системе «Малаги» и украинского «Шахтёра».
В ноябре 2020 года, через месяц после назначения на должность наставника юниорской сборной Кувейта до 19 лет, испанец параллельно был назначен на должность главного тренера взрослой сборной страны.
В 2022 году Карраско вернулся в тбилисское «Динамо» на должность главы молодежного департамента. В августе следующего года он возглавил бело-голубых. Под его руководством она финишировали в чемпионате Грузии на втором месте.